# Pitfalls of a Big City (film, 1919)
Pour plus de détails, voir Fiche technique et Distribution.
Pitfalls of a Big City est un film muet américain réalisé par Frank Lloyd et sorti en 1919.

## Fiche technique
- Titre : Pitfalls of a Big City
- Réalisation : Frank Lloyd
- Scénario : Bennett Cohen, d'après sa nouvelle
- Production et distribution : Fox Film Corporation
- Genre : Film dramatique
- Durée : 60 minutes
- Dates de sortie :
  - États-Unis : 13 avril 1919

## Distribution
- Gladys Brockwell : Molly Moore
- William Scott : Jerry Sullivan
- William Sheer : Spike Davis
- Neva Gerber : Marion Moore
- Al Fremont : Dave Garrity
- Ashton Dearholt : Ted Pemberton
- Janice Wilson : Alice Pemberton
- Buck Jones